# Team (песня)
«Team» (с англ. — «Команда») — песня новозеландской певицы Лорд из дебютного студийного альбома Pure Heroine. Песня была издана 13 сентября 2013 года на лейбле Universal Music Group в качестве третьего сингла в поддержку альбома в Австралии и Новой Зеландии, и в качестве второго сингла в Соединённых Штатах и Великобритании на лейблах Lava и Republic. Песня была написана Лорд в сотрудничестве с Джоэлом Литтлом. Трек спродюсировал Литтл, а Лорд стала дополнительным продюсером. Песня сочетает в себе такие жанры, как инди-поп и электро-хоп. В инструментальный состав входят синтезаторы, бас и малый барабан, вместе с основанными на хлопках битами. Лирически, трек — это «дань уважения друзьями певицы и её стране».
«Team» была в целом хорошо воспринята многими музыкальными критиками, которые похвалили музыкальный стиль, лирическое содержание и вокал Лорд в треке. Сингл стал успешным в международных чартах, включая Billboard Hot 100, где трек занял шестую позицию, а также Canadian Hot 100, в котором песня расположилась на третьем месте. Песня расположилась на девятнадцатой позиции в чарте Австралии и дебютировал с третьего места в чарте Новой Зеландии. Песня «Team» была сертифицирована как дважды платиновая в Австралии, трижды платиновая в Канаде и четырежды платиновая в Соединённых Штатах.
Музыкальное видео на песню было снято Алексом Такаксом из команды «Young Replicant» и было выпущено 4 декабря 2013 года. Видео было снято в заброшенном зерновом элеваторе «Ред-Хук» в районе Ред-Хук, Бруклин. Сюжет клипа был вдохновлён мечтами Лорд о «подростках в их собственном мире». После релиза видео, оно собрало большое количество просмотров за несколько часов на канале Vevo. В рамках промокампании «Team» и альбома Pure Heroine, Лорд давала несколько концертов, а также выступала на телевизионных шоу, включая «Позднее шоу с Дэвидом Леттерманом». Позднее, трек прозвучал в одном из эпизодов десятого сезона телесериала «Анатомия страсти», который был показан в декабре 2013 года.

## История создания
Песня «Team» была написана Лорд в сотрудничестве с Джоэлом Литтлом, когда исполнительница путешествовала по миру. Трек был записан, спродюсирован и сведён на студии Golden Age Studios, находящаяся в пригороде Морнингсайд города Окленд. Композиция была создана с использованием программного Pro Tools. 13 сентября 2013 года «Team» просочилась в сеть, что вынудило лейбл выпустить сингл раньше назначенной даты. Через несколько часов после утечки, сингл был загружен в формате аудио на сервис YouTube, а новозеландское отделение лейбла Universal Music Group выпустило сингл в цифровом формате для продаж в Австралии и Новой Зеландии. 19 ноября 2013 года трек был отправлен лейблами Lava и Republic на американское радио современных хитов. 6 января 2014 года «Team» был отправлен на современное ритмичное радио Соединённых Штатов.

## Музыкальный стиль
«Team» сочетает в себе такие жанры, как инди-поп, и электро-хоп. Написанная в тональности соль-бемоль мажор, в инструментарий композиции входят синтезаторы, бас, и малый барабан, а также основанные на хлопках биты. Аманда Доббинс из журнала New York, и Мора Джонстон из издания Spin сравнили припев песни с треком Ланы Дель Рей — «Born to Die», а Сэмми Мэйн из Drowned in Sound сравнила биты «Team» с работами продюсера Тимбалэнд для певицы Мисси Эллиотт. Вокальный диапазон Лорд охватывается от ноты B♭22 до D♭5. «Tennis Court» является среднетемповой композицией со 100 ударами в минуту.
Лирически, «Team», по словам певицы, является «данью уважения друзьям и своей стране». В интервью для журнала Billboard, Лорд описала песню, как «её самая современная музыка» и объяснила: «Никто не приезжает в Новую Зеландию, никто о ней ничего нового не знает, вот и я, пытаюсь вырасти и стать человеком». Она также пояснила, что строчка «Мы живём в городах, которых вы никогда не увидите по телевизору» была «высказыванием за меньшинство» малых городов. Исполнительница также выразила отвращение к современной популярной лирике в песнях, говорящей слушателям, по её мнению, «поднять руки» через строчку «Мне уже надоело слышать в каждой песне „поднимите руки“». Рецензент Лили Ротман из журнала Time высказала мнение, что строчка «Зато мы точно умеем всем распоряжаться» из «Team», была ответом на строчку «Мы управляем реальностью, а не она нами» из песни «We Can’t Stop» американской певицы Майли Сайрус.

## Реакция критиков и успех
| Оценки критиков | Оценки критиков |
| Источник        | Оценка          |
| --------------- | --------------- |
| Pitchfork       | (положительная) |
| PopCrush        | [ 26 ]          |

Песня «Team» получила признание музыкальных критиков. Бренна Эрлих из MTV News похвалила трек, охарактеризовав его, как «безумно быстро-запоминающаяся импровизация». Кевин МакФарлэнд из издания The A.V. Club отметил «Team», как «готовую к клубам», также назвав её «ложно-искрящейся», в то время как, Натан Джолли из издания The Music Network просто назвал песню «интересной». Джон Мёрфи, в своём обзоре на альбом Pure Heroine для musicOMH, прокомментировал строчку: «Мне уже надоело слышать в каждой песне „поднимите руки“», как быстро-запоминающуюся. Корбан Гобл из издания Pitchfork похвалил песню, сказав, что «Team» — «это весь путь туда, на извилистый концертный стадион, где звучат множество хуков. Они вырастают так быстро, не правда ли?». Эми Скиретто с сайта PopCrush оценила композицию на четыре звёзд из пяти, сказав, что вокал Лорд «есть что-то утешительное и мазеобразное», добавив, что песня выделяет «тайну в каждой ноте». Марлоу Стерн из журнала The Daily Beast назвал «Team» пятой лучшей песней 2013 года.
В конце октября 2014 года, «Team» одержала победу в номинации «Лучшая работа в Новой Зеландии» на премии APRA Awards. 19 ноября того же года, композиция победила в номинации «Сингл года» на премии New Zealand Music Awards. Также, песня имеет номинацию «Выбранный сингл сольного артиста» на премии «Teen Choice Awards», а также две номинации за «Лучшую песню» и «Лучшее видео» на международной премии World Music Awards в 2014 году.
23 сентября 2013 года «Team» дебютировала с третьей позиции в сингловом чарте Новой Зеландии, став третьим треком Лорд, попавшим в топ-3 чарта данной страны, после «Royals» и «Tennis Court». Позже, трек был сертифицирован, как дважды платиновый в Новой Зеландии с общими продажами в 30 000 копий. «Team» достигла максимума на девятнадцатой позиции в чарте Австралии и была сертифицирована, как дважды платиновая, с продажами в 140 000 копий. Также трек сертифицирован как платиновый в Германии с продажами 2 600 000 копий. «Team» дебютировала с тридцать второй позиции в Billboard Rock Airplay и возглавила чарт 7 октября 2013 года. Песня также возглавила Adult Top 40, и расположилась на второй позиции в чартах Mainstream Top 40, Hot Rock Songs и Alternative Songs. В американском сингловом чарте Billboard Hot 100, композиция заняла шестую позицию, став вторым синглом, попавшим в топ-10 чарта после её дебюта «Royals». К апрелю 2014 года в Соединённых Штатах было продано более двух миллионов копий песни. К декабрю 2014 года было продано 2,45 миллиона копий «Team» в США. Сингл достиг третьей позиции в канадском чарте Canadian Hot 100 и был сертифицирован, как трижды платиновый с общими продажами в 240 000 копий.

## Музыкальное видео
Музыкальное видео на песню «Team» было снято командой «Young Replicant». Видео было снято в заброшенном зерновом элеваторе «Красный крюк» в районе Ред Хук, Бруклин. Сюжет клипа был вдохновлён мечтами Лорд о «подростках в их собственном мире, в мире с иерархиями и инициативами, где парень, который был вторым в команде, имел прыщи на лице, и девушка, которая была королевой». Режиссёр музыкального видео заметил, что Лорд была одной из детей, кто «обладал уникальной внешностью», что соответствовало концепту «грустной истории» для клипа.
Видео начинается с кадров океана; Рецензент The Daily Beast Марлоу Стерн сопоставил кадры видео с драматическим фильмом «Мастер» режиссёра Пола Томаса Андерсона. В сцене были показаны незамеченный город с руинами фабрик на острове, с подростками без «полного родительского наставления». В аккаунте Лорд на Facebook, исполнительница также пояснила, что мир был «настолько отличным от всего, кто когда-либо видел его тёмным, полным тропических растений, руин и трудностей». За руинами, Лорд принимают «само-провозглашенной» королевой граждан города в «голубой листве вселенной». Стерн сравнил её образ с персонажем Китнисс Эвердин из серии фильмов «Голодные игры». Молодой парень перебирается на остров; после его переезда, он должен пройти испытание, чтобы стать частью «команды» Лорд. Он терпит неудачу; исполнительница объяснила, что «иногда тот, кто проигрывает, намного сильнее».
3 декабря 2013 года музыкальное видео было выпущено на официальном канале Лорд Vevo на сервисе YouTube в десять часов утра по новозеландскому времени. Спустя несколько часов после его выпуска, видео набрало большое количество просмотров. Лили Ротман из журнала Time сравнила видео «Team» с видеоклипом на песню «We Can’t Stop» американской певицы Майли Сайрус за их «те же самые мистические параметры» — вечеринка из «We Can’t Stop» Сайрус, и остров из «Team» Лорд.

## Концертное исполнение и другое

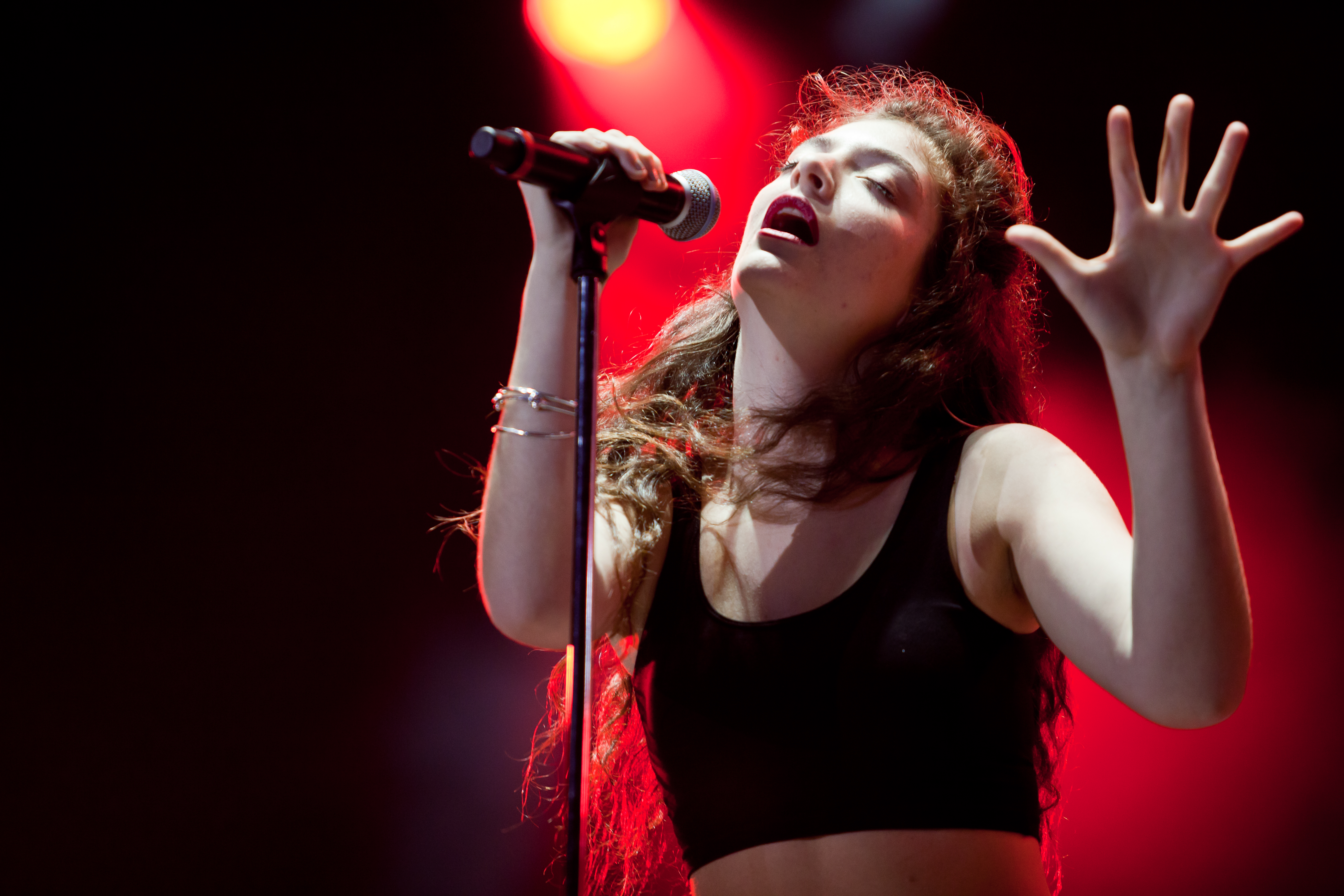
Выступление Лорд на фестивале «Лоллапалуза» в апреле 2014 года

12 ноября 2013 года Лорд исполнила несколько песен из дебютного студийного альбома Pure Heroine, включая «Team», во время «Позднее шоу с Дэвидом Леттерманом», чтобы продвигать альбом. Трек также был исполнен Лорд во время церемонии награждения премии ARIA Music Awards в 2013 году. На церемонии вручения канадской премии Much Music Video Awards в 2014 году, Лорд исполнила смешанную запись «Tennis Court» и «Team».
Чтобы продвигать Pure Heroine, Лорд выступала с «Team» на всех своих концертах и на нескольких телевизионных шоу. 12 февраля 2014 года, исполнительницы выступила с песней «Team» на французском телешоу «Журнал „Ле Гранд“», транслирующемся телеканалом Canal+. 14 февраля, Лорд исполнила «Royals», «Team» и «Ribs», а также дала интервью на немецкой радиостанции 1LIVE. На следующий день, певица выступила с треком на немецком телешоу «Удар Рааба», показываемом каналом ProSieben. В начале марта 2014 года состоялся первый концерт Лорд в рамках Lorde Tour, в городе Остин, на котором певица исполнила песни из альбома, включая «Team» В апреле Лорд выступила на известных музыкальных фестивалях «Лоллапалуза» и «Коачелла», исполнив треки с пластинки, включая «Team». В 2017 году, певица также исполняла песню на своих выступлениях, включая «Коачеллу»; на середине песни, во время бриджа, исполнительница спускалась со сцены к поклонникам, что стало «традицией» на концертах Лорд в 2017 году
Американская альтернативная рок-группа Local H записала кавер-версию «Team» на студии звукозаписи Electrical Audio, которая находится в Чикаго, штат Иллинойс. Кавер-версия была выпущена в качестве сингла 21 апреля 2014 года. В декабре 2013 года, диджей J Gramm выпустил ремикс на «Team». В журнале Noisey ремикс получил положительные отзывы, а также заявили, что J Gramm «поставил балладу на ступеньку выше, с некоторыми триумфальными ударными и в целом, и с более победным чувством для историй городов, которые она придумала». Изменённая инструментальная версия композиции была использована в конце эпизода «Безглютеновая Эбола» восемнадцатого сезона американского мультсериала «Южный Парк». 5 декабря 2013 года в эфир американского телеканала ABC вышел одиннадцатый эпизод «Человек на Луне» (англ. Man on the Moon) десятого сезона драматического сериала «Анатомия страсти», где прозвучала «Team»

## Список композиций
| №  | Название | Автор(ы)                         | Продюсер(ы)                 | Длительность |
| -- | -------- | -------------------------------- | --------------------------- | ------------ |
| 1. | «Team»   | Элла Йелич-О’Коннор, Джоэл Литтл | Джоэл Литтл, Йелич-О’Коннор | 3:13         |

## Чарты и сертификации
| Чарт (2013—17)               | Высшая позиция |
| ---------------------------- | -------------- |
| Австралия                    | 19             |
| Австрия                      | 10             |
| Бельгия (Фландрия)           | 6              |
| Бельгия (Валлония)           | 24             |
| Бразилия                     | 10             |
| Великобритания               | 29             |
| Венесуэла                    | 3              |
| Венгрия                      | 12             |
| Германия                     | 20             |
| Дания                        | 20             |
| Исландия                     | 13             |
| Ирландия                     | 32             |
| Ирландия                     | 10             |
| Италия                       | 19             |
| Испания                      | 45             |
| Канада                       | 3              |
| Канада (CHR/Top 40 Airplay)  | 2              |
| Канада (Hot AC Airplay)      | 2              |
| Канада (Rock Airplay)        | 15             |
| Канада (AC Airplay)          | 6              |
| Ливан                        | 1              |
| Мексика                      | 10             |
| Нидерланды                   | 25             |
| Новая Зеландия               | 3              |
| Словакия                     | 25             |
| Словакия                     | 29             |
| США                          | 6              |
| США (Hot Rock Songs)         | 2              |
| США (Mainstream Top 40)      | 2              |
| США (Hot Adult Contemporary) | 13             |
| США (Dance/Mix Show Airplay) | 14             |
| США (Adult Top 40)           | 1              |
| США (Latin Airplay)          | 44             |
| США (Latin Pop Airplay)      | 27             |
| США (Rhythmic Airplay Chart) | 7              |
| Франция                      | 24             |
| Швеция                       | 39             |
| Швейцария                    | 14             |
| Чехия                        | 11             |
| Чехия                        | 25             |
| Шотландия                    | 25             |

| Чарт (2013)          | Высшая позиция |
| -------------------- | -------------- |
| Новая Зеландия       | 48             |
| США (Hot Rock Songs) | 33             |

| Чарт (2014)                  | Высшая позиция |
| ---------------------------- | -------------- |
| Германия                     | 79             |
| Италия                       | 50             |
| США                          | 18             |
| США (Hot Rock Songs)         | 2              |
| США (Mainstream Top 40)      | 7              |
| США (Rhythmic Airplay Chart) | 26             |

| Страна (провайдер) | Сертификации  | Продажи    |
| ------------------ | ------------- | ---------- |
| Австралия          | 2× Платиновый | 140,000+   |
| Канада             | 4× Платиновый | 320,000+   |
| Великобритания     | Серебряный    | 200,000+   |
| Германия           | Золотой       | 150,000+   |
| Дания (стриминг)   | Платиновый    | 2,600,000+ |
| Италия             | Платиновый    | 30,000+    |
| Новая Зеландия     | 2× Платиновый | 30,000+    |
| США                | 4× Платиновый | 2,610,000+ |
| Швеция             | Платиновый    | 40,000+    |

## История релиза
| Регион         | Дата             | Формат                      | Лейбл          | П.      |
| -------------- | ---------------- | --------------------------- | -------------- | ------- |
| Австралия      | 13 сентября 2013 | ЦД                          | Universal      | [ 8 ]   |
| Новая Зеландия | 13 сентября 2013 | ЦД                          | Universal      | [ 8 ]   |
| США            | 30 сентября 2013 | Современное рок-радио       | Lava, Republic | [ 120 ] |
| США            | 19 ноября 2013   | Радио современных хитов     | Lava, Republic | [ 9 ]   |
| США            | 6 января 2014    | Современное ритмичное радио | Lava, Republic | [ 10 ]  |
| Италия         | 24 января 2014   | Радио современных хитов     | Universal      | [ 121 ] |
| Великобритания | 12 апреля 2014   | 7″                          | Universal      | [ 122 ] |